# Fresnières
Fresnières é uma comuna francesa na região administrativa de Altos da França, no departamento de Oise. Estende-se por uma área de 2,97 km². Em 2010 a comuna tinha 170 habitantes (densidade: 57,2 hab./km²).